# 인생
인생(人生, 영어: life)은 사람이 세상에서 살아있는 동안, 살아있는 시간, 경험 등이다. 인생은 사람이 세상에서 사는 것이나, 살아있는 시간, 경험, 삶, 생애, 일생 등을 뜻한다. 삶에 대한 견해나, 삶의 의미의 이해 방식이 인생관이다. 개인이 가지고 있는 개념이나 철학을 바탕으로 세상을 마주하며 나아가는 갈림길 중 하나이다.

## 같이 보기
- 일상
- 생활
- 생명
- 의미